# Čečejovce
Čečejovce este o comună slovacă, aflată în districtul Košice-okolie din regiunea Košice. Localitatea se află la altitudinea de 205 m deasupra n.m., se întinde pe o suprafață de 24,53 km2 și în 2017 număra 2.144 de locuitori.

## Istoric
Localitatea Čečejovce este atestată documentar din 1317.

## Demografie
| An:                | 1994 | 2004   | 2014   | 2024   |
| ------------------ | ---- | ------ | ------ | ------ |
| Număr de persoane: | 1874 | 1946   | 2105   | 2119   |
| Diferență:         |      | +3,84% | +8,17% | +0,66% |

| An:                | 2023 | 2024   |
| ------------------ | ---- | ------ |
| Număr de persoane: | 2112 | 2119   |
| Diferență:         |      | +0,33% |